# Albrecht von Ulmann
Albrecht von Ulmann (26. Mai 1871 in Walk, Livland, Russisches Kaiserreich – 24. November 1936 in Berlin) war ein Opernsänger (Bariton).

## Leben
Er wandte sich nach erfolgter Ausbildung der Deutschen Bühne zu und begann seine Sängerlaufbahn 1896 in Rostock, wo er zwei Jahre wirkte, kam 1898 nach Barmen, 1899 nach Elberfeld, 1900 nach Stettin und trat 1901 in den Verband des Stadttheaters in Königsberg, wo er als „Friedrich von Telramund“ in Richard Wagners Lohengrin debütierte. Ulmann ist Heldenbariton und es wurde seinen ausdrucksvollen Leistungen viel Interesse entgegengebracht. Ein kräftiges Organ und Prägnanz in der Deklamation sind ihm eigen, auch findet er Töne von schönem Schmelz. Von seinen besten Partien wären zu nennen: „Don Juan“, „Vampyr“, „Heiling“, „Rigoletto“, „Holländer“ und „Wotan“. Ulmann war auswärtiges Mitglied der Freimaurerloge „Minerva zu den drei Palmen“ in Leipzig.